# Franz Karl Delavilla

Von F.K. Delavilla handsignierte Portraitzeichnung, angefertigt von Erich Dittmann, einem seiner Schüler an der Städelschule in Frankfurt am Main

Franz Karl Delavilla (* 6. Dezember 1884 in Wien; † 2. August 1967 in Frankfurt am Main) war ein österreichisch-deutscher Grafiker, Illustrator, Designer und Kunstprofessor.

## Ausbildung
Geboren in Wien, erhielt er zunächst eine einjährige Ausbildung am Technologischen Gewerbemuseum Wien und war dann 1901 bis 1903 Schüler an der K.K. Fachschule für Textil-Industrie Wien. 1903 erhielt er im Wettbewerb des Niederösterreichischen Gewerbevereins den 1. Preis für die beste Arbeit im Zeichnen.
Von 1903 bis 1908 war er Staatsstipendiat an der Kunstgewerbeschule des K.K. Österreichischen Museums für Kunst und Industrie, wo ihn unter anderem Carl Otto Czeschka und Bertold Löffler unterrichteten. Ab 1907 bekam er erste Aufträge für angewandte Kunst und arbeitete ab dem gleichen Jahr an der „Wiener Werkstätte GmbH“, einer von 1904 bis 1932 bestehenden Produktionsgemeinschaft bildender Künstler. Entwürfe für Schmuck, Mode, Bühnenbilder, Plakate, Karten für diverse Anlässe und die Illustration von Büchern waren sein Metier. Ab 1908 veranstaltete die Werkstätte alljährlich eine Kunstschau, wo auch Arbeiten Delavillas gezeigt wurden.

## Lehrtätigkeit bis 1944
1908/09 nahm Delavilla einen Lehrauftrag an der Kunstgewerbeschule Magdeburg wahr und von 1909 bis 1913 an der Kunstgewerbeschule Hamburg.
Von 1913 bis 1920 leitete er die Fachklasse für „Freie Graphik und Flächenkunst“ an der Kunstgewerbeschule des Mitteldeutschen Kunstgewerbevereins der Polytechnischen Gesellschaft in Frankfurt am Main. Einer seiner Schüler war Karl von Appen. 1914 wurde er mit dem „Goldenen Preis“ der Internationalen Ausstellung für Buchgewerbe und Grafik in Leipzig ausgezeichnet und beteiligte sich im gleichen Jahr an der Werkbund-Ausstellung in Köln.
Von 1917 bis 1933 betätigte er sich nebenberuflich als Bühnenbildner in Frankfurt am Main und in Darmstadt. Auch war er Mitglied der Dresdner Sezession Gruppe 1919. 1922 wurde er Lehrer an der Frankfurter Städelschule und führte die Lithografenklasse, 1923 wurde er zum Professor ernannt.
In der Zeit des Nationalsozialismus war Delavilla u. a. Mitglied der Reichskammer der bildenden Künste, und er beteiligte sich an Ausstellungen. 1936 nahm er mit seinen Kollegen Hugo Bäppler und Albert Windisch einen Auftrag des Reichskriegsministeriums an und gestaltete mit einer Klasse Gemeinschaftsräume des neu gebauten Olympischen Dorfs in Berlin. Für diese Ausgestaltung mit Merkbilder der deutschen Landschaft erhielt er mit seiner Gruppe von Adolf Hitler eine „Olympia-Medaille“.
1944 wurde er in den vorzeitigen Ruhestand entlassen.

## Nachkriegstätigkeit
Im Zweiten Weltkrieg verbrannte Delavillas Frankfurter Atelier mit vielen seiner Arbeiten. Auszeichnungen, die er in der NS-Zeit erhalten hatte, verhinderten, dass nach dem Krieg sein Antrag auf Wiedergutmachung Erfolg zeigte. 1946 erhielt er seine Professur an der Städelschule zurück und trat 1950 endgültig in den Ruhestand. 1955 wurde ihm das Bundesverdienstkreuz 1. Klasse verliehen, 1959 die Ehrenplakette der Stadt Frankfurt am Main und die Goethe-Plakette des Landes Hessen. Sein Grab befindet sich auf dem Frankfurter Hauptfriedhof.
2004 stellte die Galerie Kronberg einige Arbeiten von ihm aus.

## Publikationen
- Arthur Roessler: Der Dialog vom Pierrot und andere Essays, Wien: Karl Graeser [1907] (Umschlag/Titelbild von Delavilla)
- Des Freiherrn von Münchhausen Abenteuer und Reisen. Neu bearb. von Alois Th. Schlagbrandtner. Buchschmuck von Franz K. Delavilla, Wien: Graeser & Kie., 1907
- Unser Hamburg. Hg. vom Journalisten- und Schriftstellerverein für Hamburg, Altona und Umgebung. Mit Buchschmuck von F. K. Delavilla, Hamburg 1911, 116 S. (auch weitere Auflagen)
- Kriegsbilderbogen Deutscher Künstler, Mappe III, München: Goltz-Verlag 1915
- Die Reise zum Meer. Märchen von Maria Benemann und Kopfleisten von F. K. Delavilla, Weimar: Kiepenheuer 1915, 95 S.
- Gottfried Gurcke: Hamburger Fibel bearbeitet von W.Böhling, J.Spiering und A.Winckler. Bilder von F. K. Delavilla. Schreibschrift von Chr.Seemann, 244. neubearbeitete Auflage, Hamburg: Otto Meißner, 1917
- Deutsche Bühne. Jahrbuch der Frankfurter Städtischen Bühnen. Im Auftrag der Generalintendanz hrsg. v. Georg J. Plotke. Band 1: Spielzeit 1917/1918. Mit 6 (1 farb.) Taf. (m. Bühnenbild-Entwürfen v. Delavilla u. a.) u. 7 Abb. im Text, Frankfurt/Main: Rütten & Loening 1919, 4 Bll., 402 S.
- Clara Berg: Schnurli-Butzli und andere deutsche Märchen mit Bildern K. F. Delavilla, Frankfurt/Main: Englert und Schlosser, 20.–30. Tausend, ca. 1925, 123 S.
- Wilhelm Fronemann: Bundschuh flieg! Ein Zeitbild vom großen Bauernaufstand im Jahre 1525. Mit Bildern von F. K. Delavilla, Stuttgart: Loewe 1936, 3. Auflage 1942

## Sicher belegte Beteiligung an Ausstellungen in der Zeit des Nationalsozialismus
- 1936: Frankfurt/Main, Städelschule („Ausstellung Städelschule Frankfurt am Main“)
- 1941: Kiel, Kunsthalle („Deutsche Graphik der Gegenwart“)
- 1941: Mannheim, Städtische Kunsthalle („Zeitgenössische Deutsche Graphik“)
- 1943: Mannheim, Städtische Kunsthalle („Deutsche Pastelle der Gegenwart“)
- 1943: Wien, Künstlerhaus („Junge Kunst im Deutschen Reich“)